# Trofeo Melinda 2004
Il Trofeo Melinda 2004, tredicesima edizione della corsa, si svolse il 2 settembre 2004 su un percorso di 194 km, con partenza da Malé e arrivo a Fondo. La vittoria fu appannaggio dell'italiano Davide Rebellin, che completò il percorso in 5h01'00", alla media di 38,671 km/h, precedendo i connazionali Paolo Tiralongo e Dario Frigo.

## Ordine d'arrivo (Top 10)
| Pos. | Corridore            | Squadra                            | Tempo    |
| ---- | -------------------- | ---------------------------------- | -------- |
| 1    | Davide Rebellin      | Gerolsteiner                       | 5h01'00" |
| 2    | Paolo Tiralongo      | Ceramica Panaria-Margres           | a 0'01"  |
| 3    | Dario Frigo          | Fassa Bortolo                      | a 0'03"  |
| 4    | Leonardo Bertagnolli | Saeco                              | a 0'15"  |
| 5    | Luca Mazzanti        | Ceramica Panaria-Margres           | a 0'21"  |
| 6    | Massimo Giunti       | Domina Vacanze                     | a 0'32"  |
| 7    | Ruggero Borghi       | De Nardi                           | s.t.     |
| 8    | Filippo Simeoni      | Domina Vacanze                     | a 0'35"  |
| 9    | Andrea Masciarelli   | Vini Caldirola-Nobili Rubinetterie | s.t.     |
| 10   | Cyril Dessel         | Phonak Hearing Systems             | a 0'40"  |
| 11   | Sergio Barbero       | Lampre                             | a 0'41"  |